# 三井康浩
三井 康浩（みつい やすひろ、1961年1月19日 - ）は、日本の元プロ野球選手、球団職員。
読売ジャイアンツにおいて長年スコアラーを務めていた

## 略歴
滋賀県で生まれ、中学時代から島根県で過ごす。出雲西高等学校時代に強打で鳴らし、1978年にドラフト外で読売ジャイアンツに入団（同年、巨人はドラフト会議を欠席）。同期は江川卓（阪神より移籍）、鹿取義隆など。しかし巨人入団後は伸び悩み、二軍暮らしが続いた。1984年に定期健康診断で腎臓疾患が見つかり、再検査でドクターストップをかけられたため現役を引退。本人いわく「自覚症状は全くなかった」ため、いきなりの宣告だったという。
引退後、翌1985年は巨人の二軍マネジャーを務めるが、当時チーフスコアラーだった小松俊広の誘いもあって1年でスコアラーに転じ、以後、2002年にチーフスコアラーになるなど22年間に渡り巨人のスコアラーを務める。2008年には査定室長となったほか、翌2009年の2009 ワールド・ベースボール・クラシックに向けた野球日本代表のスタッフ入りし、代表のチーフスコアラーとして日本代表の優勝に貢献した。
以後、2013年に統括ディレクター、2017年に編成本部参与を歴任し、2018年末に退団。
退団後の2019年にOffice奏を設立。主にスコアラー時代の経験を元に講演・著述活動、野球教室での指導等を行っている。

## 詳細情報

### 年度別打撃成績
- 一軍公式戦出場なし

### 背番号
- 65（1979年 - 1984年）

## 著書
- スッキリわかる 野球スコアのつけ方（成美堂出版、2010年）ISBN 978-4415308654 ※監修
- ザ・スコアラー（KADOKAWA、2020年）ISBN 978-4040823362[7]
- もしプロのスコアラーがあなたの野球チームにいたら何をやるか（KADOKAWA、2022年）ISBN 978-4041112847